# Сука (намет)

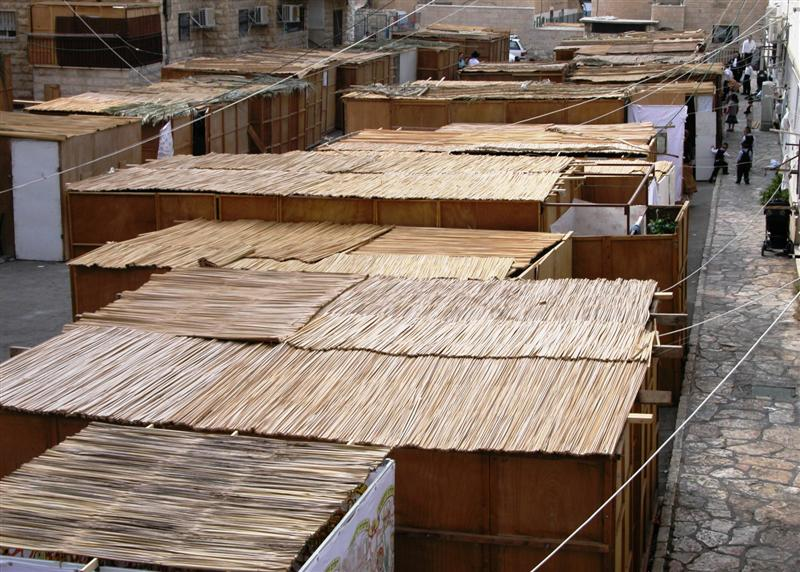
Суки c очеретяними дахами в Єрусалимі

Сука́, інколи Сукка (івр. סֻכָּה — курінь, шопа, шатро, намет) — крите гілками тимчасове житло, в якому, згідно з біблійним приписом, євреї зобов'язані провести свято Сукот.
У Торі зазначено, коли, з чого і як будувати суку. Відповідно до єврейської традиції зведення суки є заповіддю.
Сука також використовується в обрядовості караїмів.

## Сука в наш час

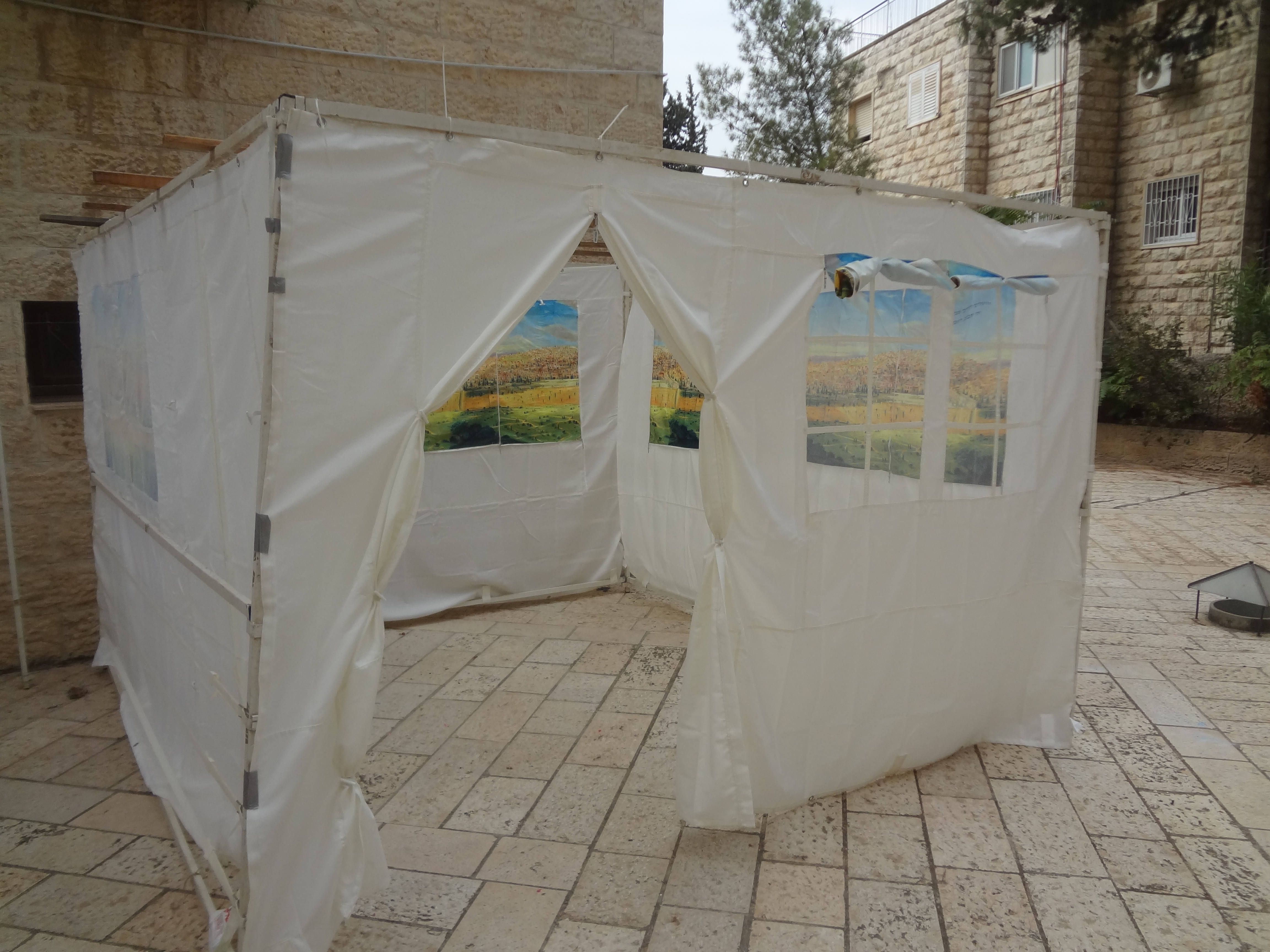
Полотняна сука́ з декоративними стінами

Перед святом Сукот у єврейських сім'ях, за традицією, прийнято будувати суку в себе на подвір'ях, на верандах. Нині матеріали для зведення суки́ вільно продаються в магазинах. Участь у будівництві сукки вважається священним обов'язком. У суці протягом святкового тижня євреї вивчають Тору, моляться, вживають їжу, сплять або відпочивають — використання скки як тимчасового житла вважається виконанням заповіді. Сука може бути побудована з розрахунком на одночасне перебування в ній до 1000 осіб і більше.

## Конструкція суки

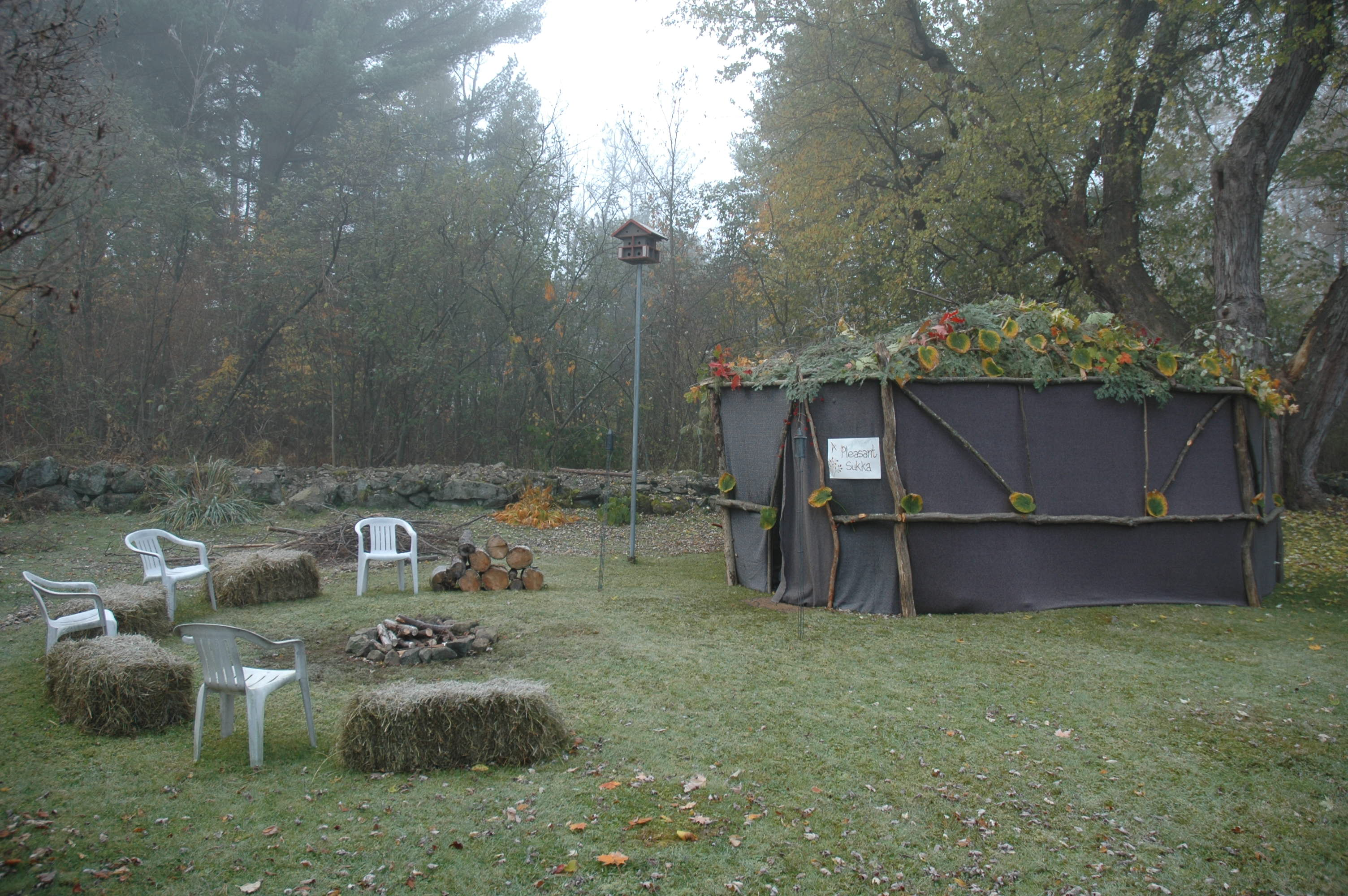
Сука́ з дахом з гілок

Суку мають будувати просто неба, не під навісом і не під густим деревом, у чистому місці. Заведено починати будувати суку наступного дня після Йом Кіпура (навіть якщо цей день п'ятниця і потрібно готуватися до Шабату). Бажано, щоб кожен особисто брав участь у будівництві суки́, її прикрашанні тощо.
Сука повинна мати три повні, досить міцні стіни (в крайньому разі, дві повні й одну неповну). Основний елемент суки́ — дах. Він повинен будуватися після того, як зроблені стіни. Покрівля робиться з гілок (можна брати нетовсті стовбури) або очерету. Дах має бути досить щільним, щоб в суці, навіть якщо листя покриття зів'яне, було більше тіні, ніж сонця (сукка повинна нагадувати житло), але в той же час не дуже щільним, щоб через нього було видно зірки і проходив дощ (сука́ — не є постійним житлом).

## Тора про суку
|  | У кущах будете сидіти сім днів, кожен тубілець в Ізраїлі сидітиме в кущах, щоб ваші покоління пізнали що Я в кущах посадив був Ізраїлевих синів, коли виводив їх з єгипетського краю. Я Господь, Бог ваш! Лев.23:42,43 |